# Cynoglossus ogilbyi
 Cynoglossus ogilbyi és un peix teleosti de la família dels cinoglòssids i de l'ordre dels pleuronectiformes que es troba des de les costes del sud de Queensland fins a Papua Nova Guinea.